# Coleophora leucanthella
Coleophora leucanthella é uma espécie de mariposa do gênero Coleophora pertencente à família Coleophoridae.